# Чемпионат мира по горному бегу 2014
30-й чемпионат мира по горному бегу прошёл 14 сентября 2014 года в городе Масса (регион Тоскана, Италия). Участники соревновались в дисциплине горного бега «вверх». Разыгрывались 8 комплектов наград: по четыре в индивидуальном и командном первенствах (мужчины, женщины, юниоры и юниорки до 20 лет). Среди юниоров могли выступать спортсмены 1995 года рождения и моложе.
Чемпионат мира принимали две фракции коммуны Масса: Казетте и Форно. Трасса проходила среди каменоломен в Апуанских Альпах, где добывают знаменитый Каррарский мрамор. Старт мужчин находился в Форно, женщин и юниоров — в Казетте, юниорок — в начале месторождения «Бачино ди Джоя» (итал. Bacino di Gioia). Участники преодолевали тоннель из белого мрамора и финишировали на плато.
Забеги прошли в тёплую и солнечную погоду. На старт вышли 355 бегунов (157 мужчин, 83 женщины, 72 юниора и 43 юниорки) из 40 стран мира. Каждая страна могла выставить до 6 человек в мужской забег, до 4 человек — в женский и юниорский и до 3 человек — среди юниорок. Сильнейшие в командном первенстве определялись по сумме мест четырёх лучших участников у мужчин, трёх лучших — у женщин и юниоров, двух лучших — у юниорок.
Все четыре чемпиона мира выиграли свои забеги с большим преимуществом. Трое из них представляли Уганду — этой африканской стране, дебютировавшей на чемпионатах мира по горному бегу только в 2007 году, понадобилось менее 10 лет, чтобы стать главным триумфатором соревнований.
Первый успех Уганды случился уже в забеге юниорок, где Стелла Чесанг обогнала всех соперниц более чем на минуту. Среди них была и действующая чемпионка Аманда Ортис из США, которая в этот раз финишировала на четвёртом месте.
Вслед за Чесанг победу среди юниоров отпраздновал её соотечественник Филип Кипьеко. Оставшиеся призовые позиции заняли турки Рамазан Карагёз и Ферхат Бозкурт. Они уступили Кипьеко около двух минут. В командном первенстве Турция взяла золотые медали, опередив хозяев соревнований.
Андреа Майр из Австрии стала самой титулованной женщиной в истории чемпионатов мира по горному бегу. Победа в Италии стала для неё пятой в карьере, причём все они были одержаны на трассах с профилем «вверх»: с 2006 года Майр никому не отдала первое место на этом турнире в чётные годы. Ранее в 2014 году она стала чемпионкой Европы и на дистанции «вверх-вниз». Преимущество Майр над серебряным призёром оказалось рекордным в истории турнира и составило 2 минуты 42 секунды. Второе место заняла Люси Муриги, которая стала первым участником из Кении, поднявшимся на пьедестал чемпионата мира по горному бегу.
В мужском забеге второй год подряд три первых места заняли легкоатлеты из Уганды. По ходу соревнований их гегемонии пытались помешать сначала Петро Маму из Эритреи, затем итальянец Бернард Дематтеис, но ближе к финишу они выпали из борьбы за медали. Золотую медаль завоевал Исаак Кипроп, опередивший соотечественника Даниэля Ротича на 1 минуту 20 секунд.

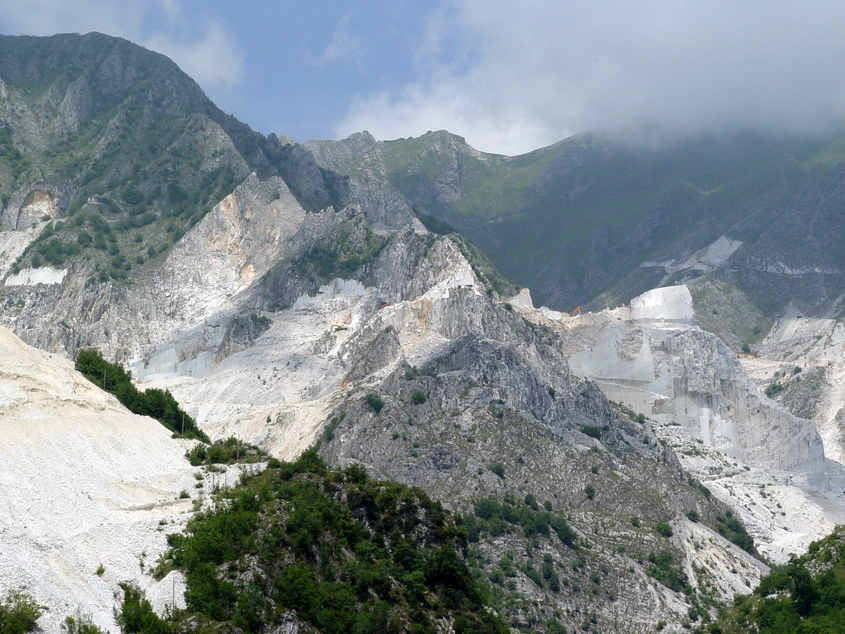
Мраморный карьер
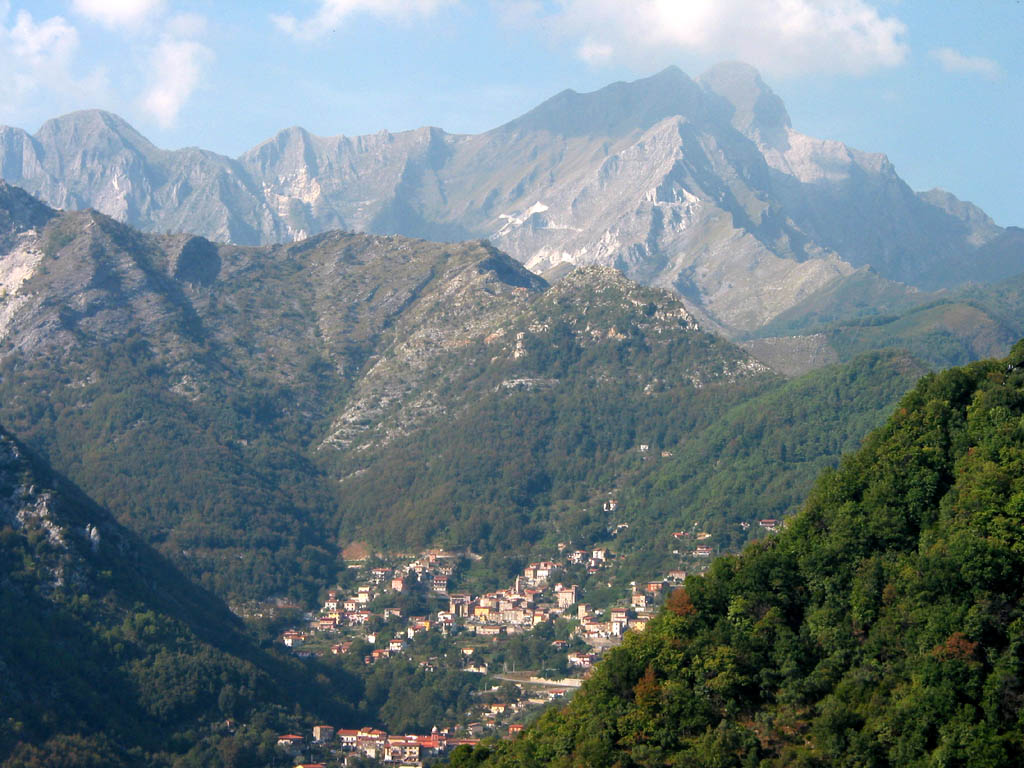
Масса-Каррара

## Расписание
| Дата             | Время | Забег   |
| ---------------- | ----- | ------- |
| 14 сентября 2014 | 09:15 | Юниорки |
| 14 сентября 2014 | 10:00 | Юниоры  |
| 14 сентября 2014 | 11:00 | Женщины |
| 14 сентября 2014 | 12:00 | Мужчины |

Время местное (UTC+2:00)

## Призёры
Курсивом выделены участники, чей результат не пошёл в зачёт команды.

### Мужчины
| Дисциплина                                 | Золото                                                                             | Золото   | Серебро                                                                | Серебро  | Бронза | Бронза   |
| ------------------------------------------ | ---------------------------------------------------------------------------------- | -------- | ---------------------------------------------------------------------- | -------- | --- | -------- |
| 11,7 км перепад высот: +1100 м −450 м      | Исаак Кипроп Уганда                                                                | 53.50    | Даниэль Ротич Уганда                                                   | 55.10    | Кибет Сойекво Уганда                                                                                               | 55.24    |
| 11,7 км (команды)                          | Уганда · Исаак Кипроп · Даниэль Ротич · Кибет Сойекво · Натан Айеко · Джеймс Кибет | 17 очков | Эритрея · Фрезги Цегай · Абрахам Кидане · Петро Маму · Негаш Тесфалдет | 27 очков | Италия · Бернард Дематтеис · Мартин Дематтеис · Ксавье Шеврье · Лука Каньяти · Алекс Бальдаччини · Томмазо Ваччина | 55 очков |
| Юниоры 8,4 км перепад высот: +710 м −250 м | Филип Кипьеко Уганда                                                               | 40.51    | Рамазан Карагёз Турция                                                 | 42.42    | Ферхат Бозкурт Турция                                                                                              | 42.53    |
| Юниоры 8,4 км (команды)                    | Турция · Рамазан Карагёз · Ферхат Бозкурт · Муса Ишлер · Айхан Саглам              | 12 очков | Италия · Надир Каванья · Давиде Маньини · Анри Эмоно · Лука Вентура    | 34 очка  | Великобритания · Эндрю Лоулер · Максимилиан Николлс · Джейкоб Адкин · Макс Уортон                                  | 47 очков |

### Женщины
| Дисциплина                                  | Золото                                                                      | Золото  | Серебро                                                                         | Серебро  | Бронза                                                                | Бронза   |
| ------------------------------------------- | --------------------------------------------------------------------------- | ------- | ------------------------------------------------------------------------------- | -------- | --------------------------------------------------------------------- | -------- |
| 8,4 км перепад высот: +710 м −250 м         | Андреа Майр Австрия                                                         | 45.07   | Люси Муриги Кения                                                               | 47.49    | Эллисон Маклафлин США                                                 | 47.55    |
| 8,4 км (команды)                            | Италия · Аличе Гаджи · Элиза Деско · Антонелла Конфортолла · Ренате Рунггер | 32 очка | Великобритания · Эмма Клейтон · Ребекка Робинсон · Мэри Уилкинсон · Кэти Уолшоу | 41 очко  | США · Эллисон Маклафлин · Меган Дикинс · Меган Ланд · Джулиан Машиана | 62 очка  |
| Юниорки 3,8 км перепад высот: +320 м −120 м | Стелла Чесанг Уганда                                                        | 19.23   | Сара Кистнер Германия                                                           | 20.38    | Михаэла Странская Чехия                                               | 21.01    |
| Юниорки 3,8 км (команды)                    | Германия · Сара Кистнер · Нада Бальцарчик · Анника Зефельд                  | 8 очков | США · Аманда Ортис · Мариса Раскан · Тейбор Сколл                               | 12 очков | Чехия · Михаэла Странская · Кармен Беширова · Тереза Корвасова        | 12 очков |

## Медальный зачёт
Медали завоевали представители 10 стран-участниц.
 Принимающая страна
| Место | Страна         | Золото | Серебро | Бронза | Всего |
| ----- | -------------- | ------ | ------- | ------ | ----- |
| 1     | Уганда         | 4      | 1       | 1      | 6     |
| 2     | Италия         | 1      | 1       | 1      | 3     |
| 2     | Турция         | 1      | 1       | 1      | 3     |
| 4     | Германия       | 1      | 1       | 0      | 2     |
| 5     | Австрия        | 1      | 0       | 0      | 1     |
| 6     | США            | 0      | 1       | 2      | 3     |
| 7     | Великобритания | 0      | 1       | 1      | 2     |
| 8     | Кения          | 0      | 1       | 0      | 1     |
| 8     | Эритрея        | 0      | 1       | 0      | 1     |
| 10    | Чехия          | 0      | 0       | 2      | 2     |
| Всего | Всего          | 8      | 8       | 8      | 24    |